# فتاة الدبابة
فتاة الدبابة هي شخصية خيالية ظهرت في مجلة ديدلاين البريطانية لأول مرة في عدد 1988، تم تحويل الكوميك لفيلم عرض سنة 1995، قامت لوري بيتي بدور فتاة الدبابة ونعومي واتس بدور فتاة الطائرة.